# Xã Jefferson, Quận Jay, Indiana
Xã Jefferson (tiếng Anh: Jefferson Township) là một xã thuộc quận Jay, tiểu bang Indiana, Hoa Kỳ. Năm 2010, dân số của xã này là 770 người.